# Compagnie électrique de Shikoku
La Compagnie électrique de Shikoku (japonais : 四国電力) Shikoku Denryoku, ou "Yonden" en raccourci, est le fournisseur d'électricité des quatre préfectures de l'île de Shikoku avec quelques exceptions.
Cette compagnie exploite la centrale nucléaire d'Ikata.

## Histoire du surnom
Le 12 avril 1991, la compagnie a retenu Akari-chan comme mascotte et en même temps introduit le surnom romanisé de Yonden (en rapport avec les quatre préfectures de Shikoku).
La compagnie a un fournisseur de service internet qui a appelé ce service "Akari-net". Ceux qui signent un contrat avec Yonden peuvent gagner un accès internet entièrement libre. Yonden réalise automatiquement le filtrage du contenu internet.